# Santo Aleixo de Além-Tâmega
Santo Aleixo de Além-Tâmega is een plaats (freguesia) in de Portugese gemeente Ribeira de Pena en telt 447 inwoners (2001).